# Галиција
Галиција или Галичина (старо име Халич; пољ. Galicja, мађ. Gácsország, Halics; раније позната и као Галичка Русија или Црвена Русија, пољ. Ruś Czerwona, Grody Czerwieńskie, лат. Russia rubra) је географско-историјска област на истоку средње Европе, која је данас подељена између Пољске и Украјине.
Галиција је подручје величине око 80.000 km² у подножју Карпата од горњег тока реке Висле на западу, до горњег тока реке Прут на истоку. Река Сан дели Галицију на западни део у југоисточној Пољској (са градом Краков) и источни део у западној Украјини (са градом Лавов). Првобитно, пре прве поделе Пољске, Краков и околина нису припадали Галицији и сматрали су се делом историјске Малопољске. Западна граница ове првобитне Галиције ишла је реком Вислок.
- Део Галиције који је данас у Украјини обухвата следеће области: Лавовску, Ивано-Франкивску и Тернопиљску област.
- Део Галиције у Пољској обухвата следећа војводства: Малопољско, Поткарпатско и Шлеско војводство.

Кроз историју, Галиција је била погранична регија, простор честих преплитања трговачких, политичких и културних утицаја, као и сукоба. Настала је у XII веку као кнежевина око града Галич, одакле је добила име. Касније је припадала Пољско-литванској државној заједници, била подељена између Хабзбуршког и Руског царства, уједињена у новоствореној Пољској републици 1918, а од 1939. поново подељена када је СССР окупирао њен источни део.

## Историја
Галицију су вековима насељавали Словени. Од X века она је била поприште борби пољске краљевине и кијевске државе. Источно од реке Сан настала је у XII веку Галичка кнежевина са средиштем у Галичу, одакле је регија добила своје име. Кнежевина се борила против претензија суседних држава: Владимирско-волинске кнежевине, Пољске и Угарске. Пред крај XII века придружила се Владимирско-волинској кнежевини, и тако је настала Галичко-волинска кнежевина. Она је под притиском татарске најезде и пољско-литванске агресије слабила и коначно изгубила самосталност у XIV веку.
Галиција је 1349. потпала под пољску власт. Турци Османлије су је два пута окупирали 1490—их и 1520—их, а одавде су их отерали украјински Козаци. Швеђани су се у Галицији појавили у раном 18. веку када су ратовали у Великом северном рату. У првој подели Пољске (1772) Аустрији су припали, под именом „Краљевина Галиција и Лодомерија“, Галичке земље са деловима Подолије и Волиније, Сандомјешко и Краковско војводство без града Кракова. Овом краљевином је владало пољско племство из града Лемберга (Лавова). Већину становништва су чинили Рутени (данашње име Русини, има их и на територији Србије), а ту је живео и значајан број Јевреја. Аустрија је у Галицију увела владавину закона и олакшала положај сељаштва. Основала је Гркочкатоличку цркву и митрополију. Године 1774. заузела је Буковину коју је 1786. сјединила са Галицијом. трећом поделом Пољске 1795, Аустрија је добила подручја уз реке Пилица и Западни Буг, као и град Краков.

### Период после Бечког конгереса
Након Наполеонових ратова, закључком Бечког конгреса 1815, Аустрија добија Галицију као крунску земљу. Она уступа Русији област око Лублина, а заузврат добија Тернопиљску област. Пољаци су око 1830—1831. учествовали у побуни против руске власти у Пољској која је поражена и резултовала у великом броју избеглица. Касније се, такође неуспешно, пољско племство подигло против аустријских власти. Резултат је да власт Аустрије у Галицији постаје апсолутистичка, а Краков 1846. губи статус самосталне републике. Буковина је од 1849. посебна крунска земља. Уследио је период немира и сукоба између царских власти, пољских и рутенијских националиста. Од 1873. Галиција је дефакто била аутономна провинција Аустријског царства у којој је главни језик био пољски. До 1918. у Галицији је доминирало политичко крило пољских интелектуалаца и племића-земљопоседника које је било наклоњено сарадњи са Бечом и привредном развоју.
Галиција је била економски најзаосталији део Аустроугарске, далеко иза стандарда западне Европе, али испред стандарда становништва европске Русије. Аустрија је крајем 19. века инвестирала у њену индустријализацију. Галиција је за њу служила као извор јефтине радне снаге и регрута за војску.
Почев од 1880—их велики број сиромашних галицијских сељака је емигрирао. Сеобе су започеле као сезонске сеобе радника у економски динамичну Немачку, а касније су прерасле у масовну емиграцију у Бразил, САД и Канаду. Овај процес се наставио до 1914. и обухватио је неколико стотина хиљада људи.
Краљевина Галиција и Лодомерија је 1914. имала површину од 78.497 km² и 8.212.000 становника.

### Први светски рат
У Првом светском рату Галиција је била поприште тешких борби између аустроугарске и руске војске. Русија је 1914. заузела део Галиције (види: Битка код Лавова (1914), Опсада Пшемисла), али су их отуда отерале комбиноване немачке и аустроугарске снаге 1915. Након расула Аустроугарске 1918, пољска влада у Варшави је Галицију формално припојила Пољској. То је изазвало отпор Украјинаца који су у новембру 1918. подигли устанак и основали независну владу у Лавову. Пољска војска је до пролећа 1919. заузела целу Галицију, иако се борбе настављају током читаве године. Маја и децембра 1919. савезници Антанте су признали пољске претензије на Галицију. Совјетско-пољским уговором у Риги 1921. Совјети су пристали на успостављање старе границе Галиције. То је марта 1923. потврдила конференција амбасадора.

### Други светски рат и послератни период
Након немачког напада на Пољску у септембру 1939. западну Галицију су окупирали Немци. Совјетске снаге су запоселе источну Галицију, док су 1. новембра Украјинској ССР прикључили град Пшемисл и крајеве источно од реке Сан. Ова подела сфера интереса у Галицији је спроведена по одредбама Пакта Рибентроп-Молотов. Од 1941. до 1944. цела Галиција је под немачком окупацијом, формално прикључена Генералом губернаторству. Совјети су уочи евакуације Галиције масовно ликвидирали групе својих политичких противника, да би затим нацисти на овом подручју предузели мере за гетоизацију и ликвидацију локалних Јевреја. Већина галицијских Јевреја убијена је у логору Белзец. С обзиром на аустроугарске традиције ове области, Немци нису спроводили терор према локалном пољском и украјинском становништву. Током рата постојали су мањи оружани сукоби између герилских снага Организације украјинских националиста, Армије Крајове и Совјетских партизана. Неки галицијски Словени су се придружили немачкој СС дивизији Галиција.
Након рата успостављена је граница између Пољске и Украјине (тада као републике унутар Совјетског Савеза) која углавном одговара Курзоновој линији. Са појавом Украјине као независне и самосталне државе 1991. године, регион постаје граница између Пољске и Украјине.

### Већи градови у Галицији
- Дрогобич (укр. Дрогобич), основан 1422.
- Жешов (пољ. Rzeszów), основан 1354.
- Ивано-Франкивск, раније Станислав (укр. Івано-Франківськ), основан 1663.
- Јарослав (пољ. Jarosław), основан 1351.
- Калуш (укр. Калуш, пољ. Kałusz)
- Коломија (укр. Коломия), основан 1370.
- Краков (пољ. Kraków), основан 1257.
- Лавов (укр. Львів), основан око 1256.
- Нови Сонч (пољ. Nowy Sącz), основан 1292.
- Пшемисл (пољ. Przemyśl), основан 1383.
- Самбир (укр. Самбір), основан 1390.
- Санок (пољ. Sanok), основан око 1356.
- Стриј, (укр. Стрий), основан 1431.
- Тарнов (пољ. Tarnów), gegründet 1380.
- Тернопиљ (укр. Тернопіль), основан 1540.
- Червоноград (укр. Червоноград), основан 1692.